# Boda, Hammarland
Boda är en by i sydöstra Hammarland på Åland. Boda har 64 invånare (2018). Byn ligger öster om landskapsväg 1, söder om infjärden Bodafjärden och väster om insjön Vargsundet.

## Etymologi
Med 'boda' avses kanske fiskebodar. På 1500-talet namns bydelarna Söderboda och Västerboda.

## Befolkningsutveckling
| Befolkningsutvecklingen i Boda 1990–2015 | Befolkningsutvecklingen i Boda 1990–2015 | Befolkningsutvecklingen i Boda 1990–2015 | Befolkningsutvecklingen i Boda 1990–2015 | Befolkningsutvecklingen i Boda 1990–2015 |
| ---------------------------------------- | ---------------------------------------- | ---------------------------------------- | ---------------------------------------- | ---------------------------------------- |
|                                          |                                          |                                          |                                          |                                          |
| År                                       |                                          |                                          | Folkmängd                                |                                          |
| 1990                                     | 1990                                     |                                          | 54                                       |                                          |
| 1995                                     | 1995                                     |                                          | 46                                       |                                          |
| 2000                                     | 2000                                     |                                          | 55                                       |                                          |
| 2005                                     | 2005                                     |                                          | 56                                       |                                          |
| 2010                                     | 2010                                     |                                          | 66                                       |                                          |
| 2015                                     | 2015                                     |                                          | 65                                       |                                          |